# Pap of Glencoe
Der Pap of Glencoe, auch als Sgorr na Cìche bezeichnet, ist ein 742 Meter hoher Berg in Schottland. Der Name des Bergs bedeutet auf Scots etwa Brust von Glencoe, auf Gälisch etwa felsiger Berg der Brust oder brustförmiger Berg. Er liegt in der Council Area Highland am Südufer von Loch Leven und am Taleingang des Glen Coe oberhalb der Ortschaft Glencoe. 
Durch seine markante Silhouette und die beherrschende Lage am Taleingang von Glen Coe sowie aufgrund seines heute als sexuell anzüglich wahrgenommenen Namens zählt der Pap of Glencoe zu einem der bekanntesten Berge in den westlichen Highlands, obwohl er aufgrund seiner vergleichsweise geringen Höhe nicht als Munro, sondern lediglich als Graham eingestuft ist. Die Schartenhöhe von etwas über 150 Metern bedeutet weiterhin die Einstufung als Marilyn. Östlich schließt sich das Bergmassiv des Aonach Eagach an, dessen westlichsten Gipfel der Pap of Glencoe bildet.
Bestiegen wird der Pap of Glencoe meist von Glencoe aus. Start ist am östlichen Ortsende, von dort führt ein steiler Anstieg in den rund 580 Meter hohen Bealach zwischen dem Pap of Glencoe und dem Sgorr nam Fiannaidh, einem der Munros des Aonach Eagach. Von dort verläuft der Zustieg auf der Südseite des Gipfelaufbaus bis zum durch einen Cairn markierten höchsten Punkt.

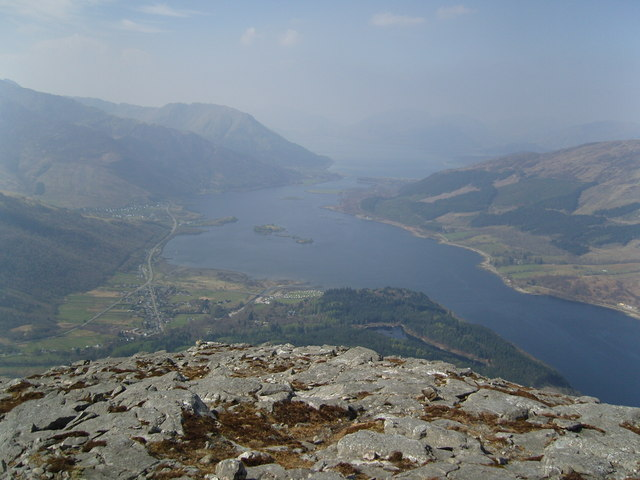
Blick vom Gipfel des Pap of Glencoe nach Westen
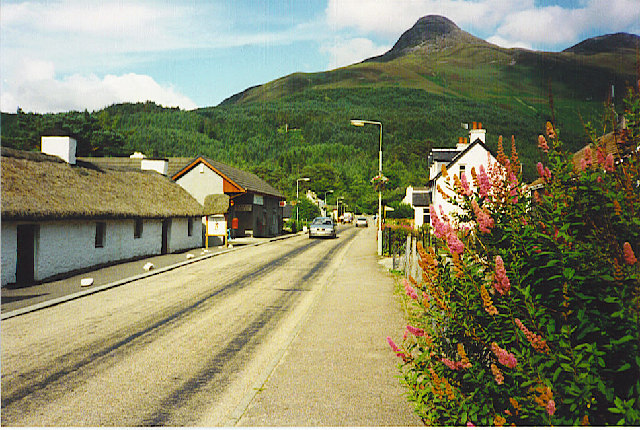
Glencoe mit dem über dem Ort aufragenden Pap of Glencoe
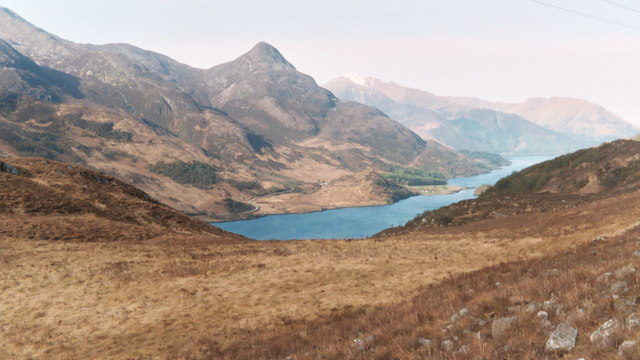
Blick vom West Highland Way nördlich von Kinlochleven über Loch Leven zum Pap of Glencoe